# Oscar Lesca
Oscar Lesca (Alessandria, 9 marzo 1950) è un allenatore di calcio ed ex calciatore italiano, di ruolo difensore.

## Carriera
Ha speso quasi tutta la carriera con la maglia del Legnano, collezionando 390 presenze in campionato e mettendo a segno anche 12 reti. Nella stagione 1970-1971 è passato con i Campioni d'Italia del Cagliari senza però riuscire a giocare. Ha giocato inoltre per Venezia, Padova, Rhodense, Imperia dove svolge il doppio ruolo di allenatore-giocatore, Savona e Audace Boschese. Dopo due anni passati nel Sale in prima categoria come allenatore è stato ingaggiato dalla A.C. Nicese calcio rispettivamente nel campionato di promozione nel girode D piemontese. Passa poi all'ASCA di Alessandria quando la società milita in promozione.
È considerato tra i migliori giocatori del Legnano di tutti i tempi.

## Palmarès

### Giocatore
- Campionato italiano Serie C2: 1

Legnano: 1982-1983 (girone B)